# Гарднер, Джон
Джон Чамплин Гарднер (21 июля 1933, Батейвия, Нью-Йорк — 14 сентября 1982, вблизи Саскуэханны, Пенсильвания) — американский писатель, переводчик и литературовед. Наиболее известен своим романом «Грендель» — пересказом мифа о Беовульфе.

## Биография
Джон Гарднер родился в семье проповедника и учительницы английского языка. С детства он проявлял интерес к литературе и музыке.
В 1951 году Гарднер поступил в частный университет Депо, в программе которого большое внимание уделялось искусству и музыке. Начав обучение как студент-химик, он вскоре переключился на изучение литературы. В 1953 году, женившись, он перешёл из университета Депо в университет Вашингтона в Сент-Луисе, который закончил два года спустя. В 1956 году он получил степень магистра искусств, а в 1958 году — третью степень в Университете Айовы. После этого он преподавал средневековую литературу и основы литературного творчества в ряде колледжей. В 1961 году он опубликовал в соавторстве учебник «Формы художественной литературы» (англ. Forms of Fiction). В 60-е годы он опубликовал также ряд литературоведческих статей.
В дальнейшем Гарднер продолжал публиковать литературоведческие монографии. В 1974 году вышла его работа, посвящённая Уэйкфилдскому циклу мистерий (англ. The Construction of the Wakefield Cycle), а в 1977 году — о поэзии Чосера (англ. The Poetry of Chaucer). Особый интерес Гарднера вызывал эпос «Беовульф», по которому он провёл ряд семинаров в разных университетах.
В середине 1970-х годов у Гарднера был диагностирован рак прямой кишки. К началу 80-х годов он с трудом мог продолжать работу. Несмотря на это, в 1980 году он вторично женился, на коллеге из университета штата Нью-Йорк Лиз Розенберг. Пара перебралась в Саскуэханну, Пенсильвания, где они продолжали работу в филиале университета. В 1982 году они расстались из-за романа между Джоном и писательницей Сьюзен Шрив. Однако за две недели до намеченной свадьбы со Шрив Гарднер погиб в автокатастрофе.
После смерти Гарднера были изданы два написанных им пособия для начинающих писателей: «Искусство литературы» (англ. The Art of Fiction) и «Как стать романистом» (англ. On Becoming a Novelist).

## Переводы
В 1965 году в переводе Гарднера на современный английский язык выходит «Собрание сочинений автора Гавейна» (англ. The Complete Works of the Gawain-Poet).
В 1971 году выходит сборник сделанных Гарднером переводов средневековых английских поэм, среди которых «Смерть Артура».
С 1974 года Гарднер занимался изучением эпоса о Гильгамеше, и в 1976 году начал стихотворный перевод этого эпоса, адаптированный для широкой публики. Эта работа была им закончена в 1982 году, незадолго до смерти.
Сборник адаптированных для детей классических произведений, «Дракон, дракон и другие сказки» (англ. Dragon, Dragon and Other Tales), был признан в 1975 году «New York Times» «самой выдающейся книгой года».

## Художественные произведения
Первые два романа Гарднера, «Воскрешение» (англ. The Resurrection) и «Гибель Агатона» (англ. The Wreckage of Agathone), вызвали больше критических, чем положительных отзывов. Журнал «Time» назвал второй роман, действие которого происходит в древней Спарте, скорее истерическим, чем историческим (англ. more hysterical than historical). Перелом происходит с написанием «Гренделя» (англ. Grendel), пересказывающего сюжет «Беовульфа» с точки зрения чудовища, чьему образу были приданы более человеческие черты. Роман «Грендель» в 1971 году признан одним из лучших литературных произведений года журналами Time и Newsweek.
Благодаря успеху «Гренделя», Гарднеру удалось издать более ранний роман «Диалоги с Солнечным» (англ. The Sunlight Dialogues), получивший высокие оценки и державшийся в списке бестселлеров газеты New York Times 16 недель.
Роман «Октябрьский свет» (англ. October Light, 1976) удостоен премии Национального общества литературных критиков.
В 1978 году вышло вызвавшее споры эссе Гарднера «О нравственной литературе» (англ. On Moral Fiction), где он выступил против субъективистских философско-эстетических концепций в современной литературе. По мнению Гарднера, настоящее искусство морально и стремится сделать жизнь лучше, оно противостоит энтропии и хаосу, утверждая концепции добра, правды и красоты — «относительных абсолютных ценностей» (англ. relative absolute values). Литература должна заниматься, утверждает Гарднер, не абстрактными построениями, а с взаимоотношениями живых людей, а современные ему писатели отодвинули человеческий характер и нравственные позиции персонажей на второй план, сосредоточившись на технике словесной игры. При этом романы самого Гарднера отличает постмодернистский, экспериментальный стиль, против которого он выступил в программном эссе.
Произведения Гарднера переведены на болгарский, венгерский, монгольский, немецкий, польский, русский, сербский, словацкий, французский, хорватский, чешский, японский языки.

## Награды и звания
Научная и литературная деятельность Джона Гарднера принесла ему ряд наград и премий:
- 1972 — Национальная премия в области образования
- 1973 — стипендия Фонда Денфорта
- 1974 — Гугенгеймовская стипендия
- 1976 — Премия Национального круга книжных критиков за роман «Октябрьский свет»[1]

## На русском языке
- Гарднер Джон. Никелевая гора. Роман. Королевский гамбит. Повесть. Рассказы. / Пер. с англ. Послесл. Г. Злобина. - М., 1979.
- Гарднер Дж. Осенний свет. / Пер. с англ. И. Бернштейн. - М., Прогресс, 1981; М., Астрель, 2010.
- Гарднер Джон Искусство жить: Рассказы. Пер. с англ. Сост. Г. Орехановой. Предисл. Н.Анастасьева. - М.: Известия, 1984.- 256 с. (Библиотека журнала «Иностранная литература»)
- Гарднер Дж. Жизнь и время Чосера. / Предисл. 3. Гачегиладзе. - М., 1986.
- Гарднер Дж. Крушение Агатона. Грендель: Романы/ Пер. с англ., предисл., коммеит. II. Махлаюка, С.Слободянюка., СПб., 1995.